# Käringberget, Bräcke kommun
Käringberget är ett naturreservat i Bräcke kommun i Jämtlands län.
Området är naturskyddat sedan 1946 och är 37 hektar stort. Reservatet omfattar en sydvästsluttnig av berget med detta namn och består av tallskog och barrblandskog.